# I Don't Know (пісня Віллі Мейбона)
«I Don't Know» — ритм-енд-блюзова пісня, записана Віллі Мейбоном в жовтні 1952 року. В грудні того ж року вона очолила хіт-парад Rhythm & Blues Records.

## Оригінальна версія
1952 року Віллі Мейбон записав свій відомий хіт для новоствореного лейблу Parrot Ела Бенсона. Його надихнув запис Кріпенса Кларенса Лофтона 1939 року. «I Don't Know» була записана в жовтні 1952 року на студії Universal Recording в Чикаго, Іллінойс. На сесії Мейбону акомпанували Ернест Коттон (тенор-саксофон), Білл Андерсон (контрабас) та Білл Степні (ударні). «I Don't Know» була випущена Parrot на синглі у листопаді 1952 року із «Worry Blues» на стороні Б; на платівці Мейбон був вказаний як «Willie Mabon and His Combo». На цій сесії були записані ще дві пісні «See Me Cry» і «L.A.», однак їхній випуск був скасований. Пісня являє собою пустотливе вокальне виконання Мейбона та фортепіанний блюзовий стиль з джазовим відтінком. Не маючи змоги забезпечити належне розповсюдження платівки, Бенсон продав запис іншому чиказькому лейблу Chess, де він одразу став хітом.
В грудні 1952 року саме сингл Chess посів 1-е місце в хіт-параді Rhythm & Blues Records журналу «Billboard», який очолював 8 тижнів. Це була перша випущена Мейбоном платівка, що потрапила до чартів, і очолила його.
Мейбон упродовж кар'єри декілька разів перезаписував пісню, зокрема для альбомів Wille Mabon Is Back Funky (1972), The Comeback (1973), концертну версію для Live + Well (1974) та ін.

## Інші версії
Пісню перезаписали такі виконавці, як Джиммі Візерспун для Hey, Mrs. Jones! (1961), Фредді Кінг для My Feeling for the Blues (1970), Бадді Гай і Джуніор Веллс для Buddy Guy & Junior Wells Play the Blues (1972), Джеймс Коттон для 100% Cotton (1974), Едді Тейлор для Bad Boy a Long Way from Chicago (1978), Рут Браун для R+B=Ruth Brown (1997), Детройт Джуніор для Take Out the Time (1998) та ін.